# ابن الخياط (شاعر)
أبو عبد الله أحمد بن محمد بن علي بن يحيى التغلبي الدمشقي (450 هـ/1058 م - 11 رمضان 517 هـ/4 نوفمبر 1123 م) هو شاعر عربي من دمشق عاش في القرن الخامس الهجري.

## سيرته
ولِدَ أحمد بن محمد بن علي في مدينة دمشق، وكانت ولادته في سنة 450 هـ، في أسرةٍ تعود أصولها إلى قبيلة تغلب العربيَّة. كان أبوه يعمل خياطاً، لذا لُقِّب بابن الخياط. نشأ ابن الخياط في مدينة دمشق، التي كانت حينها تحت سيطرة الدولة الفاطميَّة، فلمَّا استولى عليها السلاجقة هجر المدينةَ أهلُها، ومن بينهم ابن الخياط الذي كان يبلغ حينها ثمانية عشر عاماً، فغادر إلى حماة، حيث مكث هناك لعدَّة سنين اتصل خلالها بالأمير محمد بن مانك وعمل كاتباً له. ثمَّ خرج إلى مدينة شيزر، ومدح أميرها علي بن مقلد بن منقذ. ثُمَّ انتقل بعدها إلى حلب ومدح أمراءها، والتقى هناك بالشاعر ابن حيوس. وفي 476 هـ غادر حلب إلى طرابلس، واستقرَّ هناك لمدة عشر سنين، بلغ فيها أوج شهرته، وتقرَّب فيها من حاكم طرابلس جلال الدين بن عمار وغيره من ذوي السلطان. وكان يغادر طرابلس أحياناً في رحلات قصيرة، فخرج مرة إلى صور ودخل على واليها منير الدولة. وأخيراً غادر طرابلس وعاد إلى دمشق، وظلَّ هناك بصحبة الوزير السلجوقي هبة الله بن بديع الأصفهاني، وسافر معه إلى بلاد فارس فدخل خراسان والري، ثُمَّ عاد إلى دمشق. تُوفِّي ابن الخياط في سنة 517 هـ في مدينة دمشق.